# Caldera de Pino Hachado

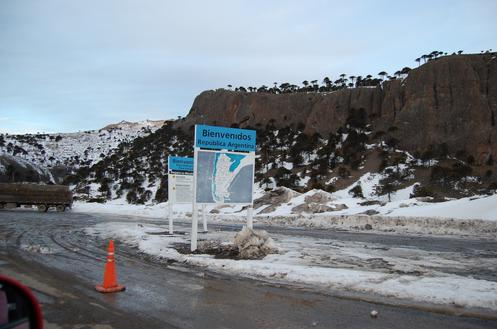
Vista desde la aduana argentina en el interior de la caldera hacia el precipicio que forma su borde

La Caldera de Pino Hachado es una depresión circular en los Andes de la provincia argentina de Neuquén formada producto un colapso al vaciarse una cámara magmática. La caldera se ubica en el lado argentino del Paso de Pino Hachado en la frontera de Argentina con Chile.